# One More Try (George Michael)
One More Try is een nummer van George Michael uit 1987. Het nummer werd uitgebracht als vierde single van zijn solo debuutalbum Faith in 1988.

## Achtergrond
One More Try werd de vierde van zes uitgebrachte singles van Faith. Het nummer, een ballad van zes minuten, gaat over Michaels onwil een nieuwe relatie aan te gaan omdat hij al zo vaak emotioneel geraakt werd bij relaties in het verleden. Aan het einde van het nummer wint de verleiding, waarna Michael afsluit met het zingen van de titel, voor het eerst in het nummer.
Live was het nummer populair tijdens concerten van de zanger volgend op de uitgave van het nummer.

## Hitnotering
| One More Try in de Nederlandse Top 40 - binnen: 23 april 1988 | One More Try in de Nederlandse Top 40 - binnen: 23 april 1988 | One More Try in de Nederlandse Top 40 - binnen: 23 april 1988 | One More Try in de Nederlandse Top 40 - binnen: 23 april 1988 | One More Try in de Nederlandse Top 40 - binnen: 23 april 1988 | One More Try in de Nederlandse Top 40 - binnen: 23 april 1988 | One More Try in de Nederlandse Top 40 - binnen: 23 april 1988 | One More Try in de Nederlandse Top 40 - binnen: 23 april 1988 | One More Try in de Nederlandse Top 40 - binnen: 23 april 1988 | One More Try in de Nederlandse Top 40 - binnen: 23 april 1988 | One More Try in de Nederlandse Top 40 - binnen: 23 april 1988 | One More Try in de Nederlandse Top 40 - binnen: 23 april 1988 | One More Try in de Nederlandse Top 40 - binnen: 23 april 1988 |
| Week                                                          | 1                                                             | 2                                                             | 3                                                             | 4                                                             | 5                                                             | 6                                                             | 7                                                             | 8                                                             | 9                                                             | 10                                                            | 11                                                            | 12                                                            |
| ------------------------------------------------------------- | ------------------------------------------------------------- | ------------------------------------------------------------- | ------------------------------------------------------------- | ------------------------------------------------------------- | ------------------------------------------------------------- | ------------------------------------------------------------- | ------------------------------------------------------------- | ------------------------------------------------------------- | ------------------------------------------------------------- | ------------------------------------------------------------- | ------------------------------------------------------------- | ------------------------------------------------------------- |
| Nummer                                                        | 29                                                            | 13                                                            | 7                                                             | 5                                                             | 4                                                             | 4                                                             | 5                                                             | 10                                                            | 15                                                            | 25                                                            | 38                                                            | uit                                                           |

### NPO Radio 2 Top 2000
| Nummer met noteringen in de NPO Radio 2 Top 2000 | '20  | '21  | '22  | '23  | '24  |
| ------------------------------------------------ | ---- | ---- | ---- | ---- | ---- |
| One More Try                                     | 1625 | 1661 | 1673 | 1504 | 1875 |

1. ↑  Een vetgedrukt getal geeft de hoogste notering aan.
2. ↑  2020 was het eerste jaar met een notering voor dit nummer.